# Władysław Jaworski (komunista)
Władysław Jaworski pseud. Stary Władek (ur. 28 października 1900 w Otfinowie, zm. 15 grudnia 1948 w Pionkach) – działacz polskiego, francuskiego i belgijskiego ruchu komunistycznego, członek GL-AL.
Skończył 6 klas szkoły podstawowej w Opatowcu k. Pińczowa, w 1917 w poszukiwaniu pracy wyjechał do Budapesztu, gdzie był robotnikiem w fabryce metalowej. W listopadzie 1918 wrócił do kraju, w październiku 1919 powołany do służby wojskowej w 20 pp w Krakowie, skończył szkołę podoficerską ze stopniem kaprala. V 1922 zdemobilizowany, pracował w kopalni w Zagórzu k. Dąbrowy Górniczej. Po zwolnieniu z pracy w maju 1925 udał się do Belgii, gdzie został górnikiem w Limburgu. Od 1926 członek Komunistycznej Partii Belgii. Od grudnia 1930 we Francji, był górnikiem w departamencie Pas-de-Calais. Działał w Polskich Grupach FPK i związku zawodowego górników. W grudniu 1932 ekspulsowany do Polski za działalność komunistyczną, został robotnikiem ziemnym przy sypaniu wałów wiślanych. Udzielał się w KPP, za co w 1936 został aresztowany na kilka miesięcy. Od 1940 działacz komunistycznej konspiracji, współorganizator (wraz z Franciszkiem Kucybałą) komunistycznej komórki w Byczowie. Nawiązał w 1942 kontakt z Julianem Topolnickim, członkiem krakowskiego kierownictwa PPR, i współorganizował pierwsze komórki PPR na terenie Pińczowskiego, a od lipca 1942 w 11. Okręgu Obwodu Kraków obejmującego powiat miechowski, pińczowski i buski. Do grudnia 1942 organizator i sekretarz dzielnicy PPR "Wulkan" z siedzibą we wsi Ksany; obejmowała ona część powiatów pińczowskiego i buskiego. Organizował GL w Miechowskiem i brał udział w wielu akcjach zbrojnych. Był poszukiwany przez gestapo, a NSZ próbowały dokonać na niego zamachu jako na znanego komunistę. Od 20 stycznia 1944 sekretarz 12 Okręgu Obwodu Kraków PPR, na który została wówczas przemianowana dzielnica "Wulkan". Zainicjował wydawanie pisma tego okręgu – "Głosu Wolności". Dzięki jego staraniom nawiązano w Pińczowskiem współdziałanie AL i BCh, w związku z czym do AL przystąpił oddział Józefa Maślanki. Członek dowództwa Krakowskiego Obwodu AL, brał udział w walkach, m.in. 11 października 1943 pod Kołkowem, 30 lipca i 21 sierpnia 1944 w Baranowie k. Kamiennej Góry. Był inicjatorem ochrony lasów przed zniszczeniem przez Niemców. 23 lipca 1944 był współzałożycielem utworzonej wówczas konspiracyjnej WRN w Kielcach; został jej członkiem z ramienia PPR. Od stycznia do czerwca 1945 był I sekretarzem Komitetu Powiatowego (KP) PPR w Pińczowie, brał aktywny udział w przeprowadzaniu w tym powiecie reformy rolnej. 15 czerwca 1945 mianowany przewodniczącym Wojewódzkiej Komisji Kontroli Partyjnej (WKKP) w Kielcach (do stycznia 1947). Delegat na I Zjazd PPR w grudniu 1945. Od 1 lipca 1947 I sekretarz KP PPR w Pionkach. 15 grudnia 1948 wystąpił na zebraniu załogi zakładu "Pronit" i niedługo potem zmarł. Był odznaczony Orderem Krzyża Grunwaldu III klasy i Krzyżem Partyzanckim.